# Corminboeuf
Pour les articles homonymes, voir Corminboeuf (homonymie).
Corminboeuf ou Corminbœuf (/kɔʀmɛ̃bœf/ ; Korminbà  en patois fribourgeois) est une localité et une commune suisse du canton de Fribourg, située dans le district de la Sarine.

## Géographie
La commune de Corminboeuf se situe à cinq kilomètres à l’ouest de la ville de Fribourg. Elle fait partie du périmètre de l'Agglo Fribourg.
Le village s’est développé dès 1970 dans la vallée du ruisseau du Tiguelet, qui prend sa source près de la forêt de Verdilloud, et traverse la commune d'ouest en est. C'est un affluent de la Sonnaz, qu'il rejoint à Belfaux.
Corminboeuf mesure 724 ha. 14,9 % de cette superficie correspond à des surfaces d'habitat ou d'infrastructure, 51,8 % à des surfaces agricoles et 33,3 % à des surfaces boisées .
Corminboeuf est limitrophe d'Avry, Belfaux, Givisiez, Matran, Grolley-Ponthaux, Prez et Villars-sur-Glâne.

## Toponymie
Le nom de la commune, qui se prononce /kɔʀmɛ̃bœf/ et peut aussi s'écrire avec la ligature œ, dérive du subtstantif roman corte, qui désigne un domaine agricole ou un hameau et remonte lui-même au latin cohorte, et d'un nom de personne germanique tel que Maginbod, Meginbod ou Mainbod.
Ses premières occurrences écrites datent du XIe siècle, sous la forme de Corminbo et de Cormembo. Le nom du patron de la chapelle, saint Georges (Sankt Görg en allemand) a failli remplacer le nom de la commune aux XVe et XVIe siècles.
La commune se nomme Cormèbâ en patois fribourgeois.

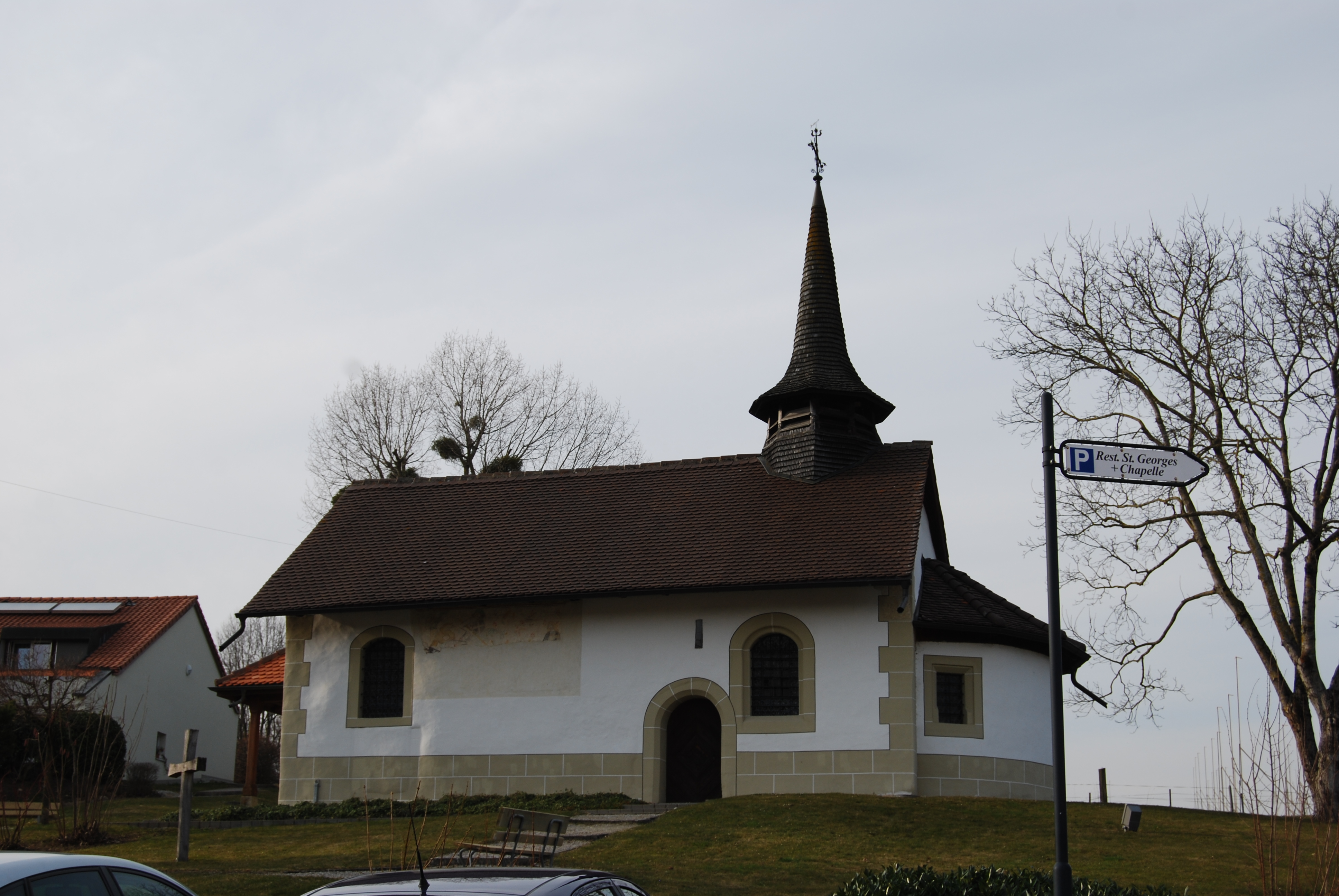
La chapelle de Corminboeuf

## Histoire
La commune autonome de Nonan est incorporée à Corminboeuf en 1831.
Corminboeuf fusionne avec sa voisine de Chésopelloz le 1er janvier 2017.

## Population et société

### Gentilé et surnom
Les habitants de la commune se nomment les Corminois[source insuffisante].
Ils sont surnommés les Bœufs.

### Démographie
Corminboeuf compte 2 928 habitants en 2023. Sa densité de population atteint 404 hab./km2.
Le graphique suivant résume l'évolution de la population de Corminboeuf entre 1850 et 2008 :

## Jumelage
La commune de Corminboeuf est jumelée avec Fussy depuis le mois de mai 1991. Chaque année, les deux villages se rencontrent pour quelques festivités rurales en l'honneur de leur jumelage.